# ستيفن رويس
وهو سياسي أمريكي ينتمي إلى الحزب الجمهوري ولد ستيفن رويس في 12 أغسطس من سنة 1787 في ولاية فيرمونت الأمريكية كان ستيفن رويس حاكما على ولاية فيرمونت ما بين الأعوام 1854 إلى عام 1856 توفي ستيفن رويس في 11 نوفمبر من سنة 1868